# 朝銀信用組合
朝銀信用組合（ちょうぎんしんようくみあい、朝鮮語：조은신용조합、略称：朝銀など）は、日本の金融機関である。かつては在日本朝鮮信用組合協会（朝信協、現在は解散）加盟の複数の信用組合が存在していたが、破綻（後述）後は大幅に整理された。
「朝鮮銀行」（日本統治下朝鮮の特殊銀行、略称：鮮銀）や「朝鮮中央銀行」（朝鮮民主主義人民共和国（北朝鮮）の中央銀行）との直接的な関連性は無い。

## 概要
在日朝鮮人のために設立された朝銀東京信用組合の前身である同和信用組合を皮切りに、日本各地に同様の信用組合が都道府県単位で設立された。
呼称はそれぞれ、朝銀＋（地名）＋信用組合としており、一例として大阪府に設立されたものは「朝銀大阪信用組合」と呼称した。なお、呼称にある「銀」は「銀行」の略称ではない（銀行法第6条第2項）。地域信用組合ではあるが主な顧客として在日朝鮮・韓国人を対象としていたため「民族系信用組合」とも呼ばれた。
バブル崩壊後は経営破綻が相次ぎ、かつて38組合あった朝銀も、16組合が破綻し全国7組合に再編された。
1967年、関東国税局の査察を実力で拒否した結果、同局の職員が機動隊に守られて職務を遂行するという前代未聞の事件（同和信用組合事件）を起こし、後に国税庁との五項目の合意事項の締結に発展した。また、バブル崩壊後に破綻が相次いだ際は、その原因の不明瞭さとそれに関連した朝鮮総連中央本部への強制捜査に伴う一部の在日朝鮮人による組織的な反発活動、および破綻処理に伴う1兆円以上の公的資金導入などから朝銀事件とも呼ばれた。

## 沿革
- 1952年6月20日 - 朝銀東京信用組合、同和信用組合として設立する。
- 1953年8月10日 - 朝銀福岡信用組合を設立する。
- 1953年10月10日 - 朝銀愛知信用組合、大栄信用組合として設立する。
- 1954年10月25日 - 朝銀岐阜信用組合、大成信用組合として設立する。
- 1960年12月15日 - 朝銀千葉信用組合を設立する。
- 1961年10月23日 - 朝銀山口信用組合を設立する。
- 1961年10月26日 - 朝銀広島信用組合を設立する。
- 1962年7月20日 - 朝銀岡山信用組合、岡山中央信用組合として設立する。
- 1963年5月2日 - 朝銀長野信用組合を設立する。
- 1963年8月2日 - 朝銀福井信用組合を設立する。
- 1964年10月 - 朝銀新潟信用組合を設立する。
- 1966年5月22日 - 朝銀宮城信用組合を設立する。
- 1968年12月20日 - 朝銀青森信用組合を設立する。
- 1977年4月 - 朝銀長崎信用組合を設立する。
- 1997年5月14日 - 朝銀大阪信用組合が破綻する。
- 1997年11月27日 - 朝銀兵庫信用組合を存続組合とし、朝銀京都信用組合、朝銀滋賀信用組合、朝銀奈良信用組合、朝銀和歌山信用組合が対等合併し、朝銀近畿信用組合が発足する。
- 1998年5月11日 - 朝銀大阪信用組合の事業を朝銀近畿信用組合に譲渡する。
- 1999年5月12日 - 朝銀長野信用組合が破綻する。
- 1999年5月13日 - 朝銀千葉信用組合、朝銀東京信用組合、朝銀新潟信用組合が破綻する。
- 1999年5月14日 - 朝銀青森信用組合、朝銀宮城信用組合、朝銀広島信用組合、朝銀山口信用組合、朝銀福岡信用組合、朝銀長崎信用組合、朝銀福井信用組合、朝銀愛知信用組合が破綻する。
- 1999年10月12日 - 朝銀岡山信用組合を存続組合とし、朝銀香川信用組合、朝銀愛媛信用組合、朝銀佐賀信用組合及び朝銀大分信用組合と合併し、朝銀西信用組合が発足する。
- 1999年10月25日 - 朝銀茨城信用組合、朝銀栃木信用組合(昭和63－平成11)、朝銀群馬信用組合、朝銀埼玉信用組合(昭和63－平成11)、朝銀神奈川信用組合(昭和62－平成11)が合併し、改称、朝銀関東信用組合となる。
- 2000年12月29日 - 朝銀近畿信用組合破綻（二次破綻）する。
- 2001年8月24日 - 朝銀関東信用組合が破綻する。
- 2001年9月13日 - 朝銀北海信用組合、朝銀岩手信用組合、朝銀秋田信用組合、朝銀福島信用組合が合併し朝銀北東信用組合が発足する。
- 2001年9月27日 - 朝銀岐阜信用組合を存続組合とし、朝銀富山信用組合、朝銀石川信用組合、朝銀静岡信用組合、朝銀三重信用組合が合併し、朝銀中部信用組合が発足する。
- 2001年11月26日 - 朝銀青森信用組合、朝銀宮城信用組合の事業を朝銀北東信用組合に譲渡を完了する。
- 2001年11月26日 - 朝銀福井信用組合、朝銀愛知信用組合の事業を朝銀中部信用組合に譲渡を完了する。
- 2001年11月26日 - 朝銀島根信用組合、朝銀広島信用組合、朝銀山口信用組合、朝銀福岡信用組合、朝銀長崎信用組合の事業を朝銀西信用組合に譲渡を完了する。
- 2002年3月 - 「在日本朝鮮信用組合協会」が解散する。
- 2002年8月12日 - 朝銀近畿信用組合の事業をミレ信用組合、京滋信用組合、兵庫ひまわり信用組合および整理回収機構へ譲渡を完了する。
- 2002年12月29日 - 朝銀千葉信用組合、朝銀東京信用組合、朝銀新潟信用組合、朝銀長野信用組合、朝銀関東信用組合の事業をハナ信用組合及び整理回収機構へ譲渡を完了する。
- 2004年2月9日 - 朝銀北東信用組合が、ウリ信用組合に名称を変更する。
- 2004年2月23日 - 朝銀中部信用組合が、イオ信用組合に名称を変更する。

朝銀の破綻に関連して2004年3月までに朝鮮総連中央の元財政局長を含む25人以上の朝銀役職員が逮捕され、150人以上が取調べを受けた
- 2007年6月18日 - 朝鮮総連、16の破綻した朝銀信用組合の628億円の債務を譲渡された整理回収機構に対して仮執行付きの返済命令を受ける。これに伴い、整理回収機構は中央本部の土地建物の差し押さえを申請。なお、この処理をめぐり公安調査庁元長官の弁護士、緒方重威らが詐欺容疑で逮捕された。→朝鮮総連本部ビル売却問題
- 2007年8月10日 - 不動産取得税7,500万円未納により東京都が地方税法によって総連中央本部の土地、建物の差押手続に入った事が9日に判明、10日には完了する。
  - 破綻は金融再生法61条1項に基づく申し立て日を基準とし、譲渡完了は金融整理管財人による業務及び財産の管理の処分の取消日を基準にしている。
  - 朝銀信用組合の再編により、奈良県・愛媛県では本店を置く信用組合が消滅している。京都府も一度消滅したが、朝銀近畿信用組合の破綻に伴い京滋信用組合が設立されたことで復活した。
- 2009年 - 一審の東京地方裁判所林正彦裁判長は、両被告に資金と不動産を詐取する意思があったとし、緒方重威被告に懲役2年10月執行猶予5年、満井忠男被告に懲役3年執行猶予5年の判決を言い渡した[2]。この判決を不服として被告、検察側ともに控訴した[3][4]。
- 2010年6月29日 - 朝鮮総連中央本部の土地と建物は朝鮮総連とは別の会社である朝鮮中央会館管理会の名義となっており、整理回収機構は差し押さえに必要な手続きの認定を求める裁判を起こしたが、最高裁は貸付金を回収する目的での差し押さえは現時点では不可能と棄却し整理回収機構の敗訴が確定した。一方、最高裁は「名義は違っても施設が実質的に朝鮮総連の資産であることを認める裁判所の判決があれば、差し押さえも可能」との意見も示した[5][6]。整理回収機構は、朝鮮総連中央本部の土地と建物が実質的に朝鮮総連の資産であることの認定を求める裁判も起こしており、一審・東京地裁では勝訴している。勝訴が確定すれば、朝鮮総連中央本部の土地と建物の差し押さえが可能となる。
- 2012年6月28日 最高裁 朝鮮総連中央本部が実質的に朝鮮総連の資産であることを認めた裁判に対する朝鮮総連の上訴を棄却。整理回収機構、差し押えの手続きを開始。その後も競売回避のために返済交渉を続けていたが、安倍政権への政権交代を受け決裂し[7]、2013年3月12日から入札を開始すると東京地裁から公示された。[8]

## 関連ノンバンク
バブル経済当時、各地の朝銀から「債権回収に責任をもつ」「場合によっては債務を引き受ける」「連帯して債務保証する」との書面の元、不動産会社などに融資したが、多くは不良債権化した。100億円分の不良債権について、保証の履行を求めて2002年に朝銀関東と朝銀近畿を提訴したが2007年に敗訴が確定した。
- 共同開発 - 1988年6月設立。2010年2月18日から破産手続き開始[11]
- 朝銀総合ファイナンス - 1987年9月設立。2006年12月解散決議。2009年6月、債権者から破産手続開始を申し立てられ、9月2日には東京地裁より手続開始決定を受けた[10]

## 破綻問題

### 破綻原因
破綻の主な原因としては、預金の北朝鮮への送金、同じく朝鮮総連の政治工作資金としての流用、バブル崩壊の三点が指摘されている。
まず、民族系金融機関として指摘されてきた不明朗な融資姿勢がある。例えば、2001年12月に経営破綻した朝銀近畿信用組合（本店は神戸市）の場合、後に金融整理管財人により破綻原因の調査結果が金融庁に報告された。管財人は破綻要因を「合併前の一部組合が不動産関連を中心に与信限度額を大幅に超えた融資をしていたため」と述べた。
また、朝鮮総連との関係も破綻原因のひとつとされる。例えば、1999年5月に経営破綻した朝銀東京信用組合では、資金流用疑惑が発覚したさいに朝鮮総連中央本部に強制捜査が入り、同・元財政局長（中央常任委員）の逮捕へと発展するなど、2004年3月までに各朝銀信用組合で25人以上の朝銀役職員が逮捕され、150人以上が取調べを受けた。朝鮮総連は朝銀に対して、企業や個人への融資の一部を寄付させたり、仮名口座や架空口座への無担保融資や追い貸しを繰り返して資金調達するケースが増えていたとされる。この背景には、これまで法人格のない任意団体の朝鮮総連は在日朝鮮人らの寄付金などで運営費を賄ってきたものの、バブル崩壊や若年層を中心とした組織離れもあり寄付額が激減したため、朝鮮総連はその影響下にある全国の朝銀信組に資金のねん出を要請したとされる。重村智計拓殖大学教授（当時）は、「朝銀信組は朝鮮総連の財政基盤を支える資金調達機関へと変質した」と指摘している。さらに、こうした朝鮮総連の指揮による不正融資は北朝鮮へ不正送金され、核開発や200基に及ぶノドン対日弾道弾調達の資金源に流用され、一部は政治献金として日本の政治家にばら撒かれたとの主張もあった。さらに、後に発生する朝鮮総連本部ビル売却問題では、朝銀の乱脈経営と朝鮮総連との関わりの一部が司法にて認定されている。
こうした朝銀の不明朗な経営姿勢に対して、金融当局の民族系金融機関に対するタブー視や、「2000年まで信用組合の監督・検査を都道府県にゆだね、朝銀のような機関の経営に目配りできずにいたことも、破綻の影響を拡大させた要因」とされている。

### 公的資金反対論
破綻した朝銀では、保守派ジャーナリストの櫻井よしこや小池百合子衆議院議員、前原誠司衆議院議員（民主党）らから、朝鮮総連を隠れ蓑にする朝鮮労働党統一戦線部直属の在日組織「学習組」を通じた北朝鮮との関係が指摘され、金融庁は受け皿信組の認可に際して朝鮮総連の関係者を経営陣から排除するよう指導・確約を取り、実際に一部の朝銀では日本人役員が登用された。しかし2002年4月には、受け皿の信組と北朝鮮の結びつきを疑う声が広がり、公的資金が北朝鮮へ不正に送金される懸念が生じた。2002年4月23日、五十嵐文彦衆議院議員（民主党）は衆議院財務金融委員会の席上、受け皿信組を「北朝鮮の金づるではないか」と指摘し、受け皿信組に朝鮮総連の役員、幹部が入ることは排除されなければならないと述べた。

### 公的資金投入
しかし、野中広務の鶴の一声できまったとの証言も出るなど、かねてから親北朝鮮議員が、公的資金投入に影響力を行使したとする見方があった。また、先述の朝鮮総連中央本部へ強制捜査に際しては、2001年11月8日、社民党の金子哲夫衆議院議員と渕上貞雄参議院議員の2人が同中央本部副議長ら総連側6人と共に警察庁を訪問し、「総連に対する強制捜査は不当な政治弾圧」という決議文を手渡すなどを行っていた。
また、そもそも朝銀信用組合の預金は付保預金として預金保険に加入しており、預金保護を目的とした公的資金の投入をしない選択肢は難しかった。当時の金融庁は「朝銀信組も預金保険法上の金融機関であり、預金者の保護は必要」（村田吉隆内閣府副大臣）との立場をとり、仮に認可を取り消せば公的資金を入れる対象が宙に浮き、初のペイオフ(預金保険金直接支払)の可能性すらあったとされる。結局、破綻処理のため、投入された公的資金の総額は1兆4千億円に上ったが、公的資金が投入されながら、受け皿となった組合がさらに破綻する二次破綻を起こした例もあり、公的資金投入の杜撰さが問題視された。
また、投入された時期に海外送金の財務省への報告義務が500万から3,000万に緩和されており、不正送金へ協力の一部政治勢力と行政の結託が疑われている。投入時期と同時に、金融整理管財人が置かれない期間が1年存在し、不正送金の疑惑の的となっている。これらの疑惑に対し、金融庁は捜査権限がないので限界があると回答している。
なお、破綻処理に関しては金融再生委員会が金融整理管財人による業務及び財産の管理を命ずる処分を行った。金融整理管財人としては弁護士、公認会計士、金融実務家が預金保険機構の命令（会社謄本の記載から）にて各信用組合毎に2、3名が振り分けられた。ただし、朝銀東京に限り弁護士1名と法人としての預金保険機構の両名の構成となった。
下記の表は、2016年（平成28年）3月現在の破綻処理に関する公表資料による。
| 破綻先         | 破綻先             | 事業譲渡先と救済費用（億円） | 事業譲渡先と救済費用（億円） | 事業譲渡先と救済費用（億円） | 事業譲渡先と救済費用（億円） |
| 破綻日         | 金融機関           | 実施日                       | 金融機関                     | 預金者保護贈与金             | 資産買取                     |
| 1997年5月14日  | 朝銀大阪信用組合   | 1998年5月                    | 朝銀近畿信用組合※1           | 2,624                        | 476                          |
| 1999年5月12日  | 朝銀長野信用組合   | 2002年12月                   | ハナ信用組合                 | 103                          | 15                           |
| 1999年5月13日  | 朝銀千葉信用組合   | 2002年12月                   | ハナ信用組合                 | 325                          | 31                           |
| 1999年5月13日  | 朝銀東京信用組合   | 2002年12月                   | ハナ信用組合                 | 2,109                        | 210                          |
| 1999年5月13日  | 朝銀新潟信用組合   | 2002年12月                   | ハナ信用組合                 | 51                           | 6                            |
| 1999年5月13日  | 朝銀島根信用組合   | 2001年11月                   | 朝銀西信用組合               | 14                           | 2                            |
| 1999年5月14日  | 朝銀広島信用組合   | 2001年11月                   | 朝銀西信用組合               | 156                          | 40                           |
| 1999年5月14日  | 朝銀山口信用組合   | 2001年11月                   | 朝銀西信用組合               | 577                          | 100                          |
| 1999年5月14日  | 朝銀福岡信用組合   | 2001年11月                   | 朝銀西信用組合               | 848                          | 95                           |
| 1999年5月14日  | 朝銀長崎信用組合   | 2001年11月                   | 朝銀西信用組合               | 9                            | 1                            |
| 1999年5月14日  | 朝銀青森信用組合   | 2001年11月                   | 朝銀北東信用組合             | 18                           | 7                            |
| 1999年5月14日  | 朝銀宮城信用組合   | 2001年11月                   | 朝銀北東信用組合             | 48                           | 7                            |
| 1999年5月14日  | 朝銀福井信用組合   | 2001年11月                   | 朝銀中部信用組合             | 38                           | 12                           |
| 1999年5月14日  | 朝銀愛知信用組合   | 2001年11月                   | 朝銀中部信用組合             | 885                          | 205                          |
| 2000年12月29日 | 朝銀近畿信用組合※1 | 2002年8月                    | 兵庫ひまわり信用組合など※2   | 2,571                        | 622                          |
| 2001年8月24日  | 朝銀関東信用組合   | 2002年12月                   | ハナ信用組合                 | 1,067                        | 180                          |

※1については、後に二次破綻に至った金融機関。
※2、兵庫ひまわり信用組合・ 京滋信用組合・ ミレ信用組合・ 整理回収機構。

## 破綻処理のその後
破綻処理の過程では架空口座の疑いのある預金者不明口座が多数見つかり、これらは事業譲渡の際に整理回収機構に引き継がれ、厳正な本人確認のうえで支払うこととなった。
このうち未払いだった架空名義預金34億円の支払いを求められた裁判で、整理回収機構は全面敗訴。訴訟には支払い資金を援助する預金保険機構も参加、時効にはなったものの預金者に脱税行為があったとして「脱税資金を公的資金で払い戻すのは正義に反する」と主張したが認められず、この他の主張も悉く斥けられ、2006年9月、判決が確定した。
一方、整理回収機構は破綻した16の朝銀信用組合の628億円の債務を譲渡されており、2007年、朝鮮総連に対し返済命令が確定、債権の回収を進めている。→朝鮮総連本部ビル売却問題

## 現状
朝銀信用組合にルーツがあり、現存している信用組合は以下の通り。
- ウリ信用組合
- イオ信用組合
- 朝銀西信用組合

また、以下は破綻した朝銀の受け皿として新たに設立された組合であり、日本人役員を受け入れた。
- ミレ信用組合
- ハナ信用組合
- 京滋信用組合
- 兵庫ひまわり信用組合

また、旧経営陣に対し刑事や整理回収機構による民事訴追も行われている。
なお、上記日本人役員（理事長）を受け入れた信用組合は、預金保険機構からの仮受金を収受し、日本人の会計監査人を就任させることとし、当初監査法人アイ・ピー・オーが監査を行っていた。2010年現在、協同組合による金融事業に関する法律施行令第2条で規定されている規模の大きい信用組合（「特定信用組合」、協同組合による金融事業に関する法律第5条の8第1項により外部監査を受けなければならない）であるイオ信用組合は東海税理士会浜松東支部所属の大澤正美（大澤正美公認会計士税理士事務所）、竹澤隆国および崔東渉各公認会計士が、ハナ信用組合は監査法人アイリスが、兵庫ひまわり信用組合、ミレ信用組合、京滋信用組合は引き続き監査法人アイ・ピー・オーがそれぞれ監査を行っている。ウリ信用組合と朝銀西信用組合は特定信用組合ではないため、外部監査を受けていない。

## ATMについて
朝銀信用組合およびその後身の組合では、現金自動預け払い機 (ATM) を設置している店舗が限られている。
なお、いずれの組合もしんくみ お得ねっと参加信用組合のATMやセブン銀行ATMによる提携に参加しているため、これらのサービスにおける出金利用手数料が平日日中無料で利用できるほか、更には入金ネットやゆうちょ銀行ATM提携にも参加しているために入金も可能であることから、ATMが設置されていない地域でも補完できる状況にある。なお、組合によっては一定の条件を満たせば他行ATM出金利用手数料をキャッシュバックされるサービスを行っている所もある。